# 东海陆架盆地
东海陆架盆地，是东海中部偏东的一个盆地，位于中国沿海大陆架上，蕴含丰富的石油、天然气资源，中国、韩国、日本对该盆地均有专属经济区的要求。

## 地质结构
东海陆架盆地东、南由钓鱼岛隆褶带与中琉界沟分割，西、北由浙闽隆褶带与黄海的南黄海盆地分割，其基岩为元古代变质岩。该盆地东、西部地势较低，中部较高，是一个复合型沉积盆地。盆地本身又分为一些构造单元如下：
- 福江凹陷
- 浙东凹陷
  - 长江凹陷
  - 西湖凹陷
  - 钱塘凹陷
  - 虎皮礁凸起
  - 海礁凸起
- 台北凹陷
  - 瓯江凹陷
  - 闽江凹陷
  - 基隆凹陷
  - 鱼山凸起
  - 雁荡构造带
  - 台北构造带
- 台西凹陷
  - 南日岛凹陷
  - 澎西凹陷
  - 澎北凸起
  - 新竹凹陷

## 中国的勘测开发
1974年起，在刘光鼎等人的推动下，中国重点对西湖凹陷进行了地质勘测和钻探，证实了东海陆架盆地蕴含有大量油气资源，先后开工建设了春晓、平湖、残雪、武云和宝云亭五个油气田和石门潭二氧化碳气田，并发现了玉泉、断桥、孔雀亭和天外天四个含油地质构造，勘明油气地质储量达1.36亿吨油当量。其中，平湖油气田于1999年4月、春晓油气田于2005年10月相继竣工。
目前，中国的勘测开发主要集中于西湖凹陷和瓯江凹陷。